# Сафет Кадрии
Сафет Кадрии (на албански: Safet Kadrii, на македонска литературна норма: Сафет Кадрии) е юрист от Северна Македония.

## Биография
По произход е албанец. Завършва право Юридическия факултет на Прищинския университет в 1990 година. Работи като секретар на Земеделската задруга „Братство“ в село Желино в 1990 – 1992 година. От 1993 година до 31 януари 1996 година е директор на „Агростримница“, Тетово. От 1996 година до 2000 година работи като помощник-директор в Службата за общи и обществени работи на Правителството на Република Македония, а от 18 август 1999 година е заместник-член в Държавната избирателна комисия в Скопие.
На 20 февруари 2001 година полага правосъден изпит в Скопие и от 12 юни 2001 година до 31 октомври 2003 година е държавен секретар в Министерството на просъдието на Република Македония. От 1 ноември 2003 година работи като държавен съветник в Конституционния съд на Република Македония, а в 2005 – 2006 година е говорител на Съда. На 10 юли 2008 година защитава магистърска теза „Принципът на законност в наказателното право“ в Юридическия факултет в Прищина.
На 25 юни 2009 година е избран за съдия в Апелативния съд, в назакателния отдел. Член е на Наказателния съвет на Съда, замества председателя на Съда при отсъствие и отговаря за връзките с обществеността по въпроси от областта на наказателното право.
На 7 февруари 2020 година Съдебният съвет на Република Македония го избира за съдия във Върховния съд на Република Македония.